# Тимофей (патриарх Иерусалимский)
Патриа́рх Тимофе́й (греч. Πατριάρχης Tιμόθεος, в миру Пифаго́рас Фе́мелис, греч. Πυθαγόρας Θέμελης; 22 сентября 1878, Хора — 31 декабря 1955, Иерусалим) — епископ Иерусалимской православной церкви, Патриарх града Иерусалима и всея Палестины.

## Биография
Родился 22 сентября 1878 года на греческом острове Самос в семье священника. Получив на острове среднее образование, он в сентябре 1898 года отправился в Иерусалим и под патронатом Патриарха Дамиана, также уроженца Самоса, поступил в Патриаршую богословскую школу, которую успешно окончил в 1905 году.
В марте 1906 года принял монашеский постриг с именем Тимофей, а 10 апреля был официально принят в Братство Святого Гроба Господня.
В 1907 году назначается секретарем и управляющим журнала «Новый Сион», а с 1909 года становится его
главным редактором.
Параллельно с этим Тимофей исполнял обязанности хранителя книг, секретаря Священного Синода и преподавателя в Центральном институте благородных девиц.
5 января 1914 года архиепископом Кирьякопольским Василием рукоположён в сан иеромонаха, а 29 января Патриархом Дамианом возведён в сан архимандрита.
В сентябре 1916 года возглавляет патриаршую типографию, а в 1917 года назначен секретарём Священного общества.
В августе 1921 года избирается архиепископом Иорданским. 27 августа в Воскресенском соборе Гроба Господня состоялась его епископская хиротония во епископа Иорданского, которую совершили: Патриарх Иерусалимский Дамиан, архиепископ Газский Софроний (Трагос), архиепископ Неапольский Пантелеимон (Афанасиадис) и архиепископ Анастасий (Грибановский) (РПЦЗ).
В 1935 года избран Патриархом Иерусалимским, однако его законное утверждение и признание представителем Британского правительства произошло только 27 сентября 1939 года.
За ним закрепилась слава искусного и способного первоиерарха, неутомимого борца за права Святого Гроба, мудрого клирика и плодовитого церковного писателя.
В 1942 году патриарх Тимофей заболел неисцелимой и мучительной болезнью, которая и стала причиной его смерти 31 декабря 1955 года.